# Abraham Bloemaert
Abraham Bloemaert (25. prosince 1566, Gorinchem – 27. ledna 1651 Utrecht) byl nizozemský malíř, rytec, vytvářel lepty a také je tiskl. Jeho umělecké začátky se datují do roku 1585, kdy maloval v manýristickém stylu. V novém století změnil svůj styl tak, aby odpovídal novým barokním trendům. Věnoval se hlavně krajinomalbě či historickým námětům. Jako umělec po jistou dobu učil většinu z tzv. utrechtských Caravaggistů (Utrecht Caravaggisti).

## Život
Bloemaert se narodil v Gorinchemu. Byl synem architekta Cornelise Bloemaerta I., který v roce 1575 svou rodinu přestěhoval do Utrechtu. Abraham byl nejprve žákem Gerrita Splintera, což byl žák Fransise Florise a Joose de Beera. Mezi roky 1581 a 1583 žil v Paříži. Studoval zde šest týdnů u Jehana Bassota a snad i u Jeana Cousina mladšího. Další zkušenosti získal v umělecké škole ve Fontainebleau od svého spolužáka Hieronyma Franckena I. Do Utrechtu se vrátil v roce 1583. Další fáze francouzských náboženských válek později zničila mnoho uměleckých děl na zámku Fontainebleau. Když byl jeho otec v roce 1591 jmenován městským architektem v Amsterdamu, Abraham ho tam následoval. Po smrti svého otce se v roce 1593 konečně vrátil do Utrechtu, kde založil vlastní dílnu. Zemřel v Utrechtu 27. ledna 1651.

## Dílo
Podle Encyclopedia Britannica vynikal Bloemaert jako kolorista. Byl nesmírně produktivní a maloval a vytvářel lepty historických a alegorických obrazů, krajin, zátiší, obrazů zvířat a květeny. V první dekádě sedmnáctého století začal Bloemaert vytvářet své krajinné malby tak, aby ukazovaly malebné zřícené chatky a další pastorační prvky. V těchto dílech mají náboženské nebo mytologické náměty podřadnou roli. Život na venkově zůstal oblíbeným tématem Bloemerta, maloval jej s rostoucí naturalitou.
Mezi jeho mnoha žáky byli jeho čtyři synové, Hendrick, Frederick, Cornelis a Adriaan, kteří si získali značnou pověst jako malíři nebo rytci. Dalšími žáky byli Jan Aerntsz de Hel, Abraham Jacobsz van Almeloveen, Cornelius de Beer, Nicolaes van Bercheyck, Jan van Bijlert, Gerhard van Honthorst, Leonaert Bramer, Bartholomeus Breenbergh, Hendrick ter Brugghen, Jacob Gerritsz Cuyp, Willem van Drielenburg, Wybrand de Geest, Nicolaus Knüpfer, Hendrik Munnicks, Frederick Pithan, Cornelis van Poelenburch, Henrik Schook, Anthoni Ambrosius Schouten, Robert Jansz Splinter, Matthias Stom, Herman van Swanevelt, Dirck Voorst, Quintijnus de Waerdt, Jan Baptist Weenix, Petersz van Zanen.

## Gallerie

Abraham Bloemaert
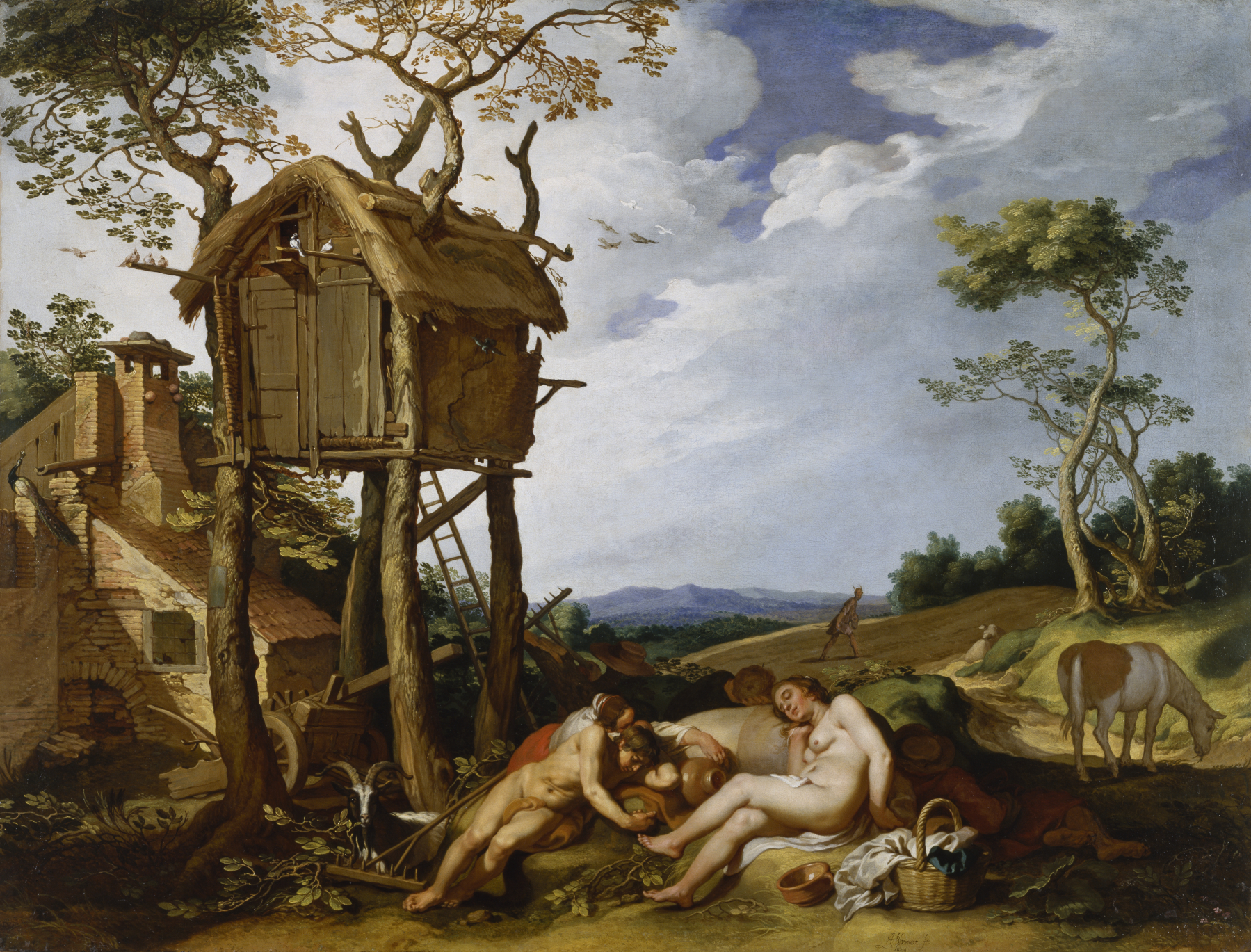
Podobenství o pšenici a taru, 1624
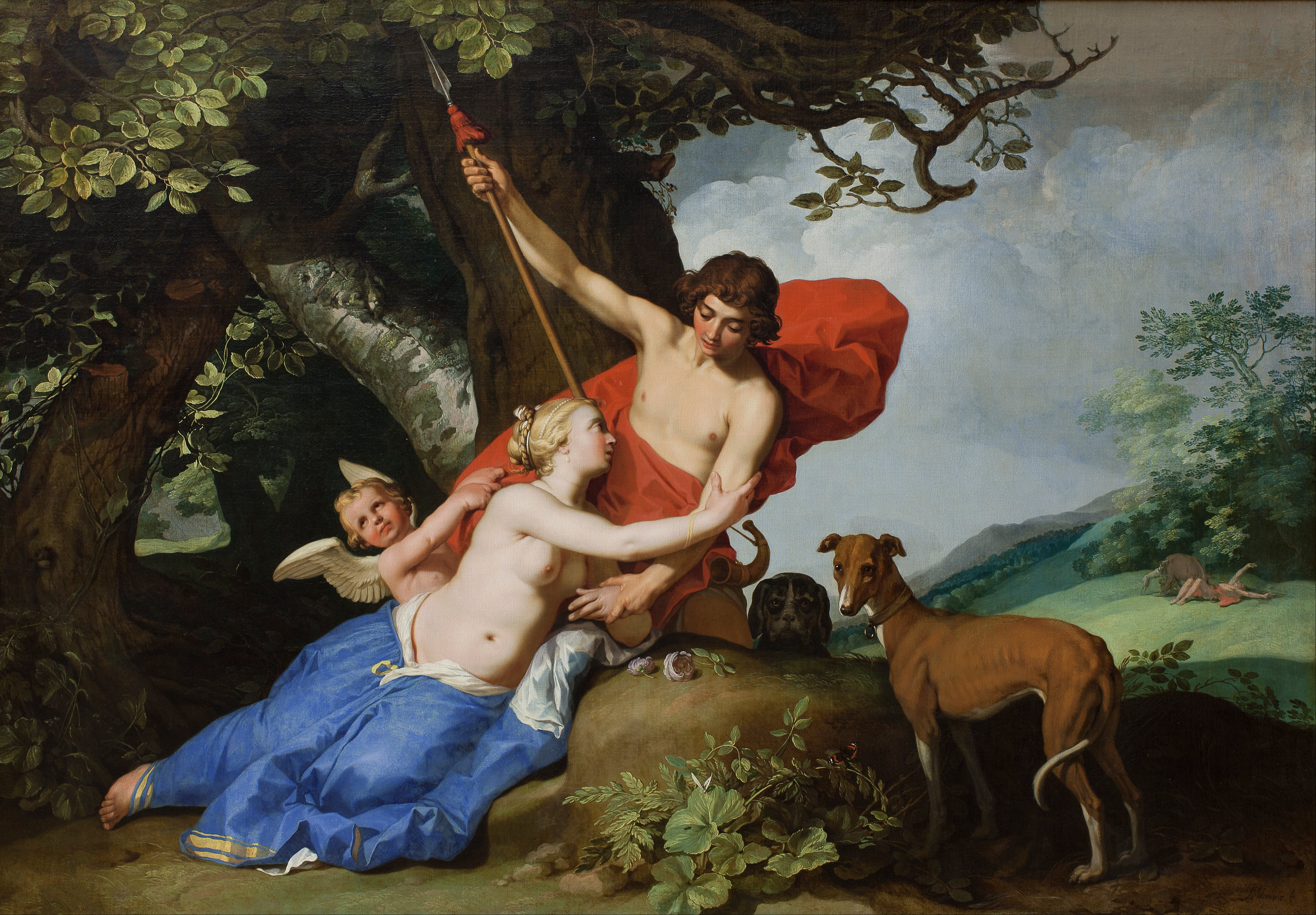
Venuše a Adonis, 1632
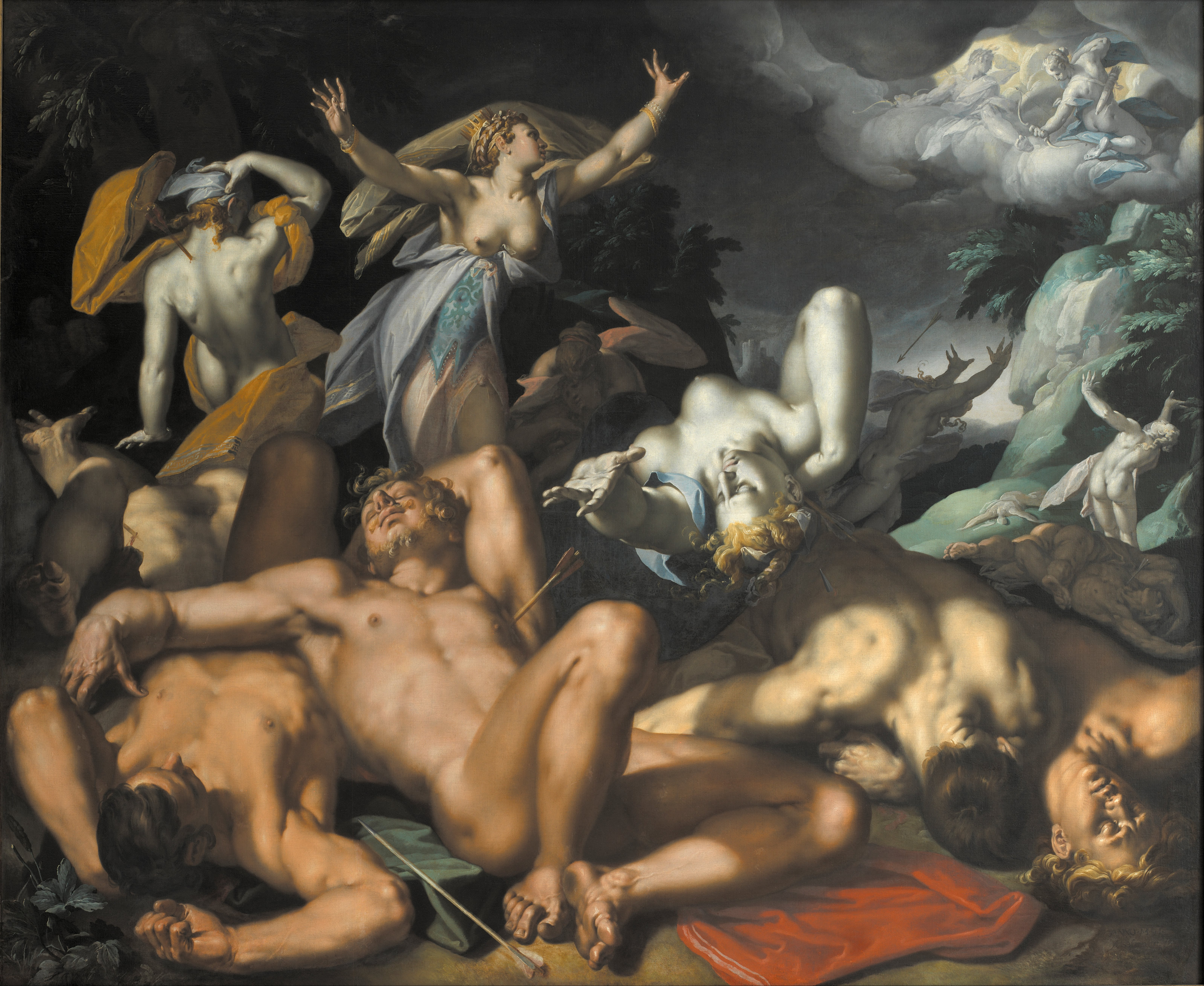
Niobe truchlící pro své děti, 1591
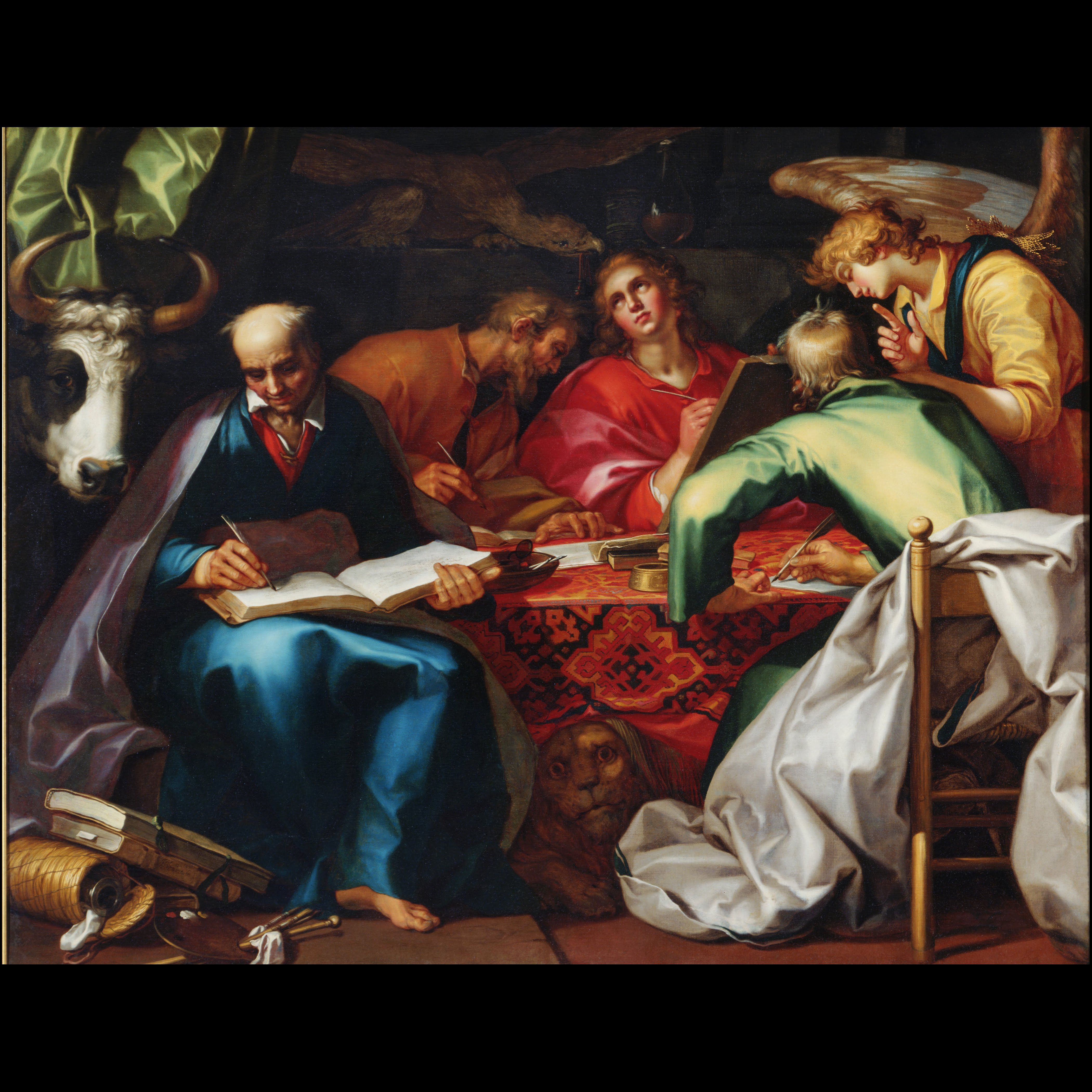
Čtyři evangelist, 1615
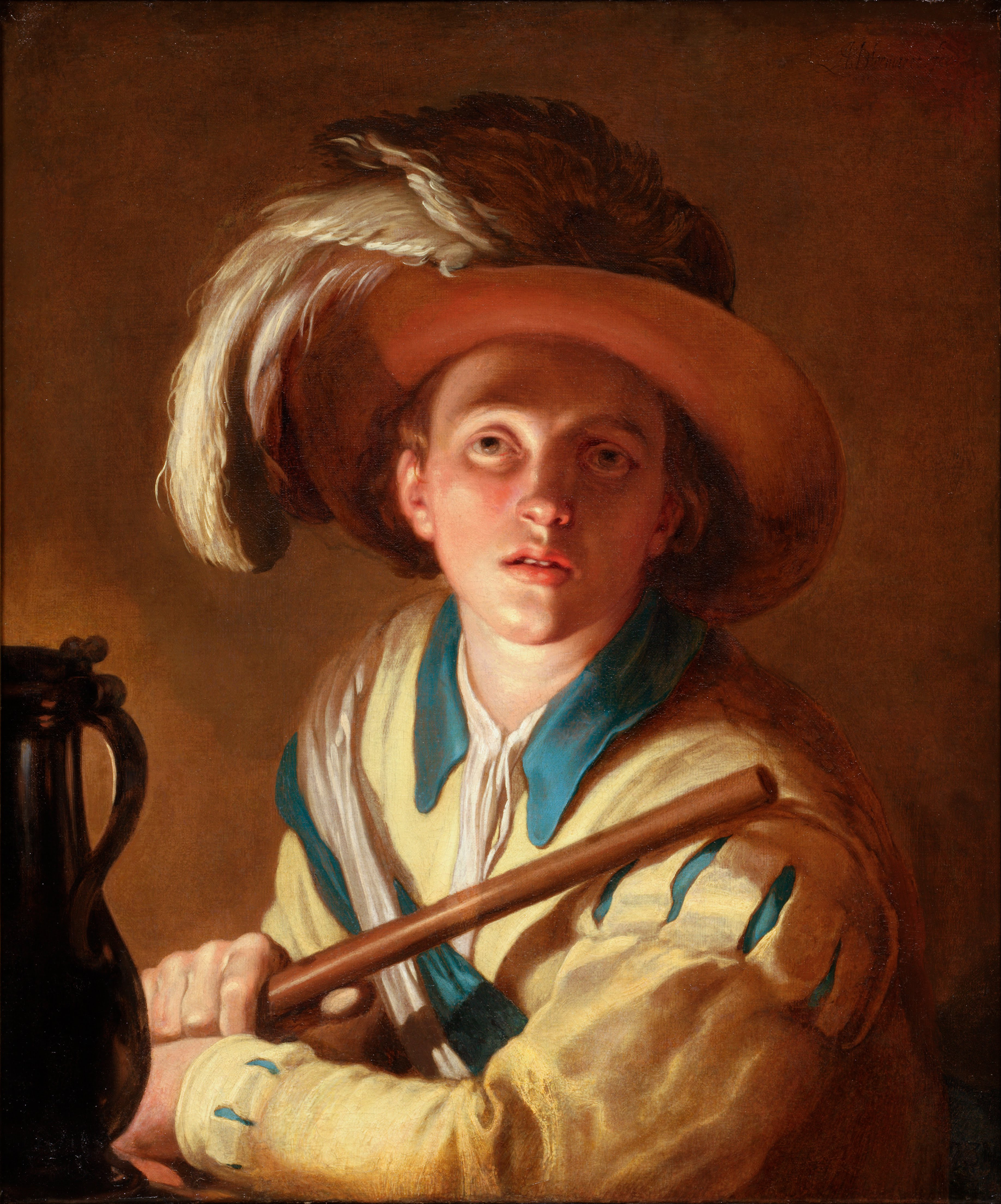
Flétnista, 1621
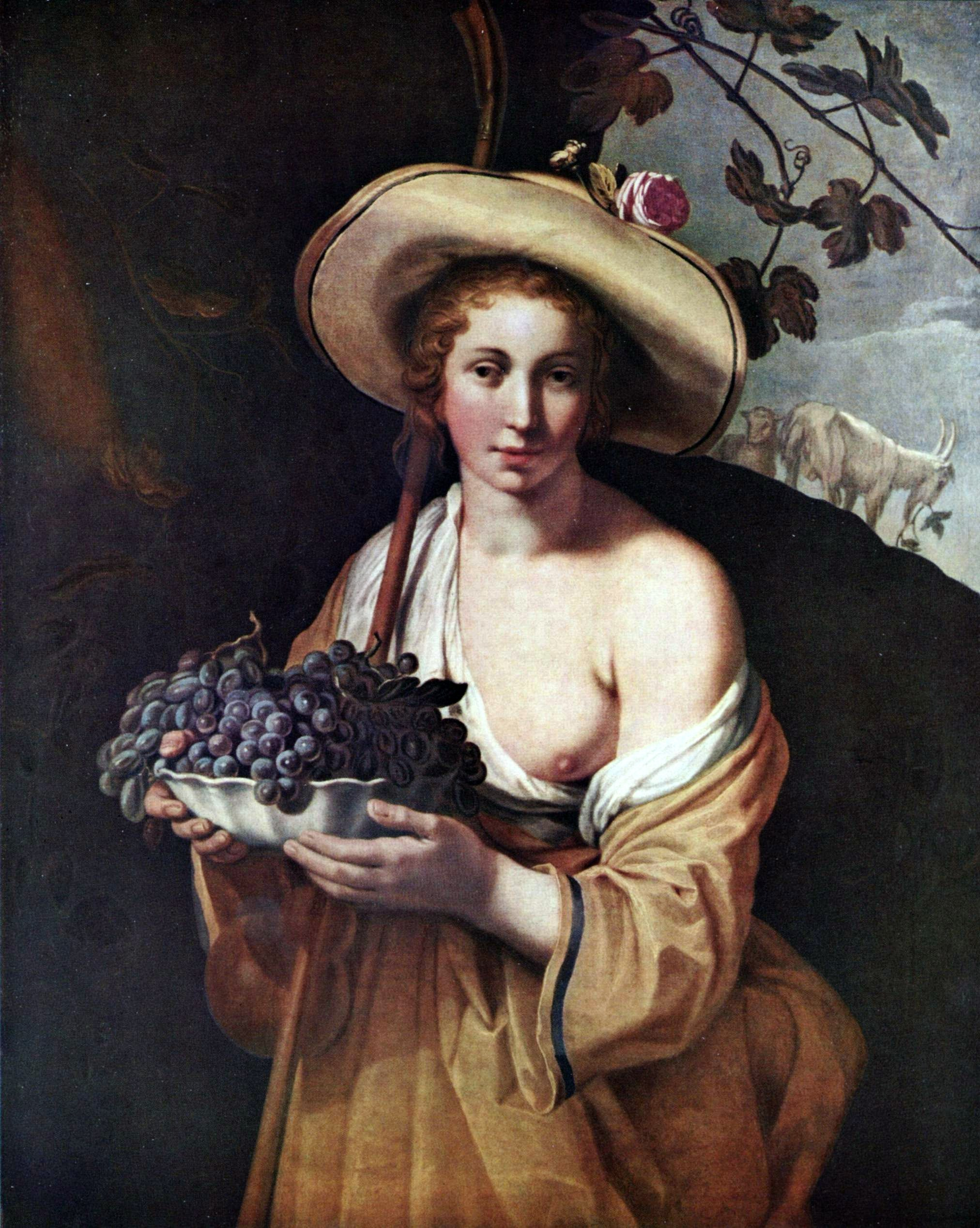
Pastýř s hrozny, 1628
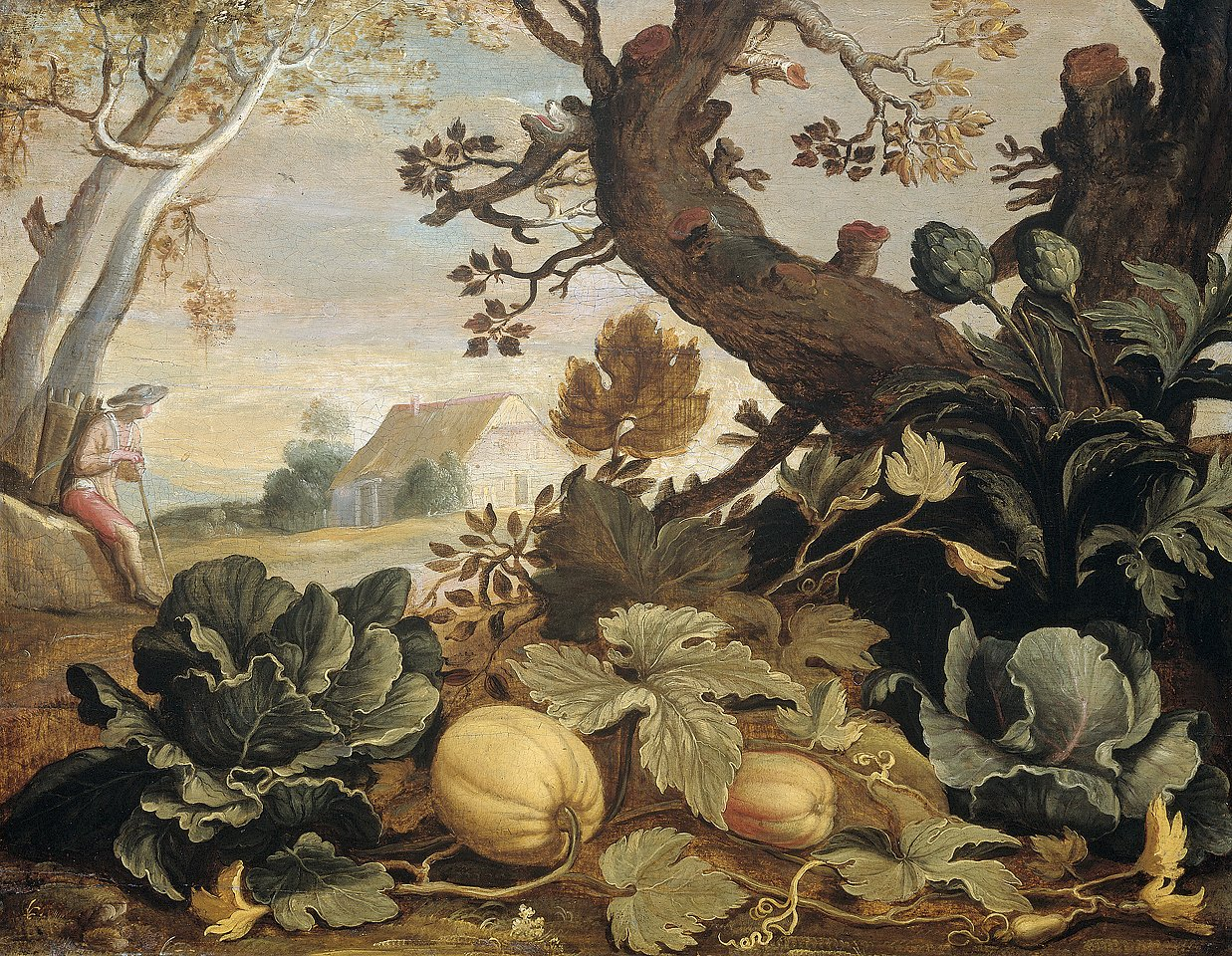
Krajina se zeleninou, nedatováno
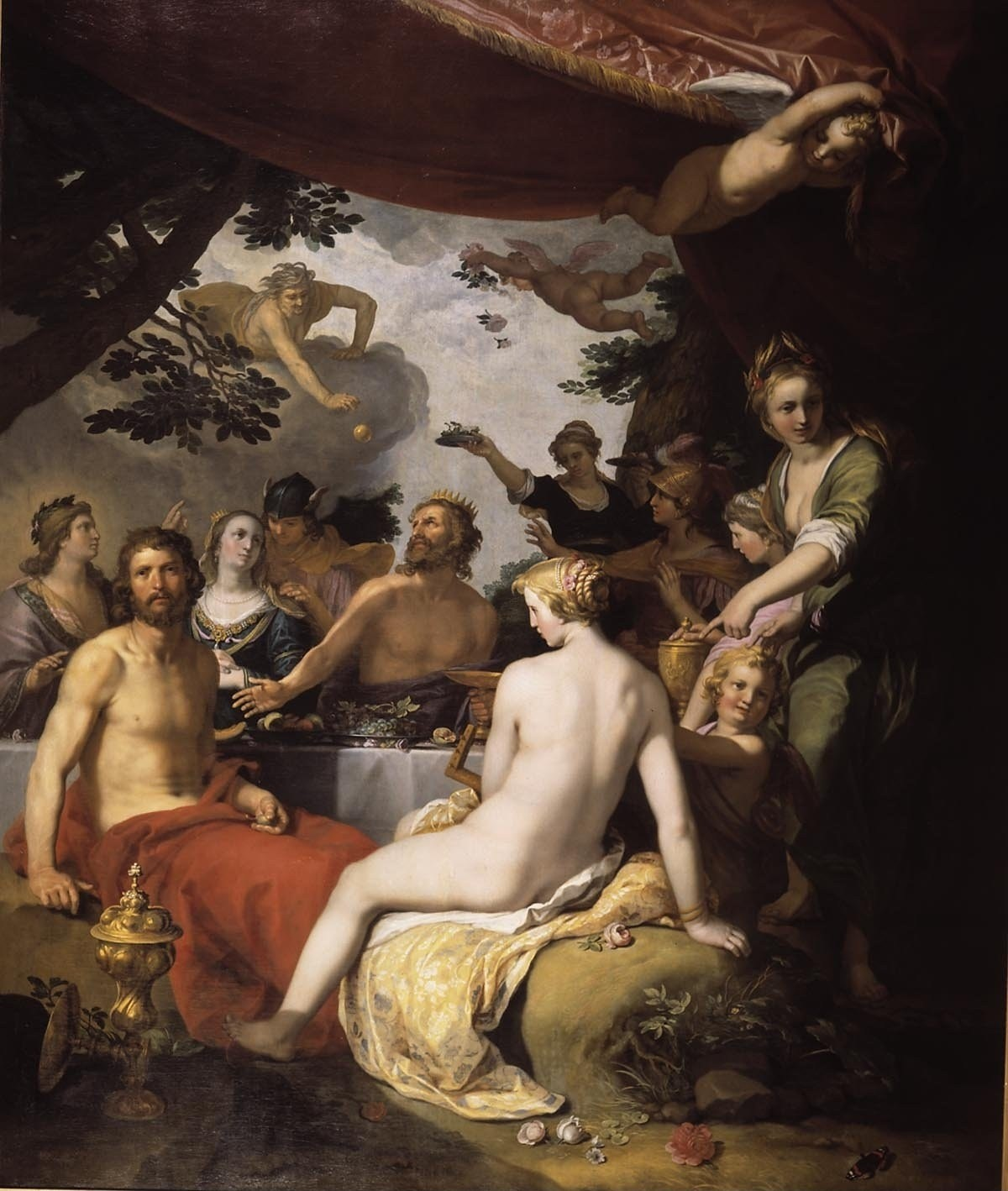
Svátek bohů, svatba Peleuse a Thetis, 1638